# Улица Георгия Чубинашвили
Улица Георгия Чубинашвили (груз. გიორგი ჩუბინაშვილის ქუჩა) — улица в Тбилиси, как продолжение улицы Арнольда Чикобавы проходит от площади Читая до Проспекта царицы Тамар.

## История
Современное название в честь Георгия Чубинашвили (1885—1973), грузинского советского искусствоведа, одного из основателей (1941) и действительного члена АН Грузинской ССР; исследователя грузинской архитектуры и изобразительного искусства.
В XIX веке на углу с Милютинской улицей (ныне — улица Давида Клдиашвили) располагалась 2-я миссионерская Казанская церковь. Настоятелем этого храма с 1893 года был Сергий Городцов (будущий митрополит Варфоломей), прослуживший в этой должности более 20 лет. В 1894 году церковь была перестроена в камне, в сборе средств на строительство активное участие принимало Общество восстановления православного христианства на Кавказе, в том числе св. Иоанн Кронштадтский. К концу XIX века приход церкви входил в число самых многочисленных в Тифлисе.
В мае 1901 года в дом Чхеидзе на тогда Андреевской улице Миха Бочаришвили приводил товарища Сталина, обсуждался вопрос о восстановлении нелегальной типографии.
В советское время, с 1922 года, носила имя Орджоникидзе. В 1930 году улица была переименована в честь Карла Маркса, но потом имя Орджоникидзе было ей возвращено.

## Достопримечательности
д. 13а — Дом-музей Шио Арагвиспирели
д. 22 — Дом-музей И. Чавчавадзе
Телекомпания Домашний канал (Бывшая телекомпания «Иберия»)